# Meester van de Berlijnse kruisiging

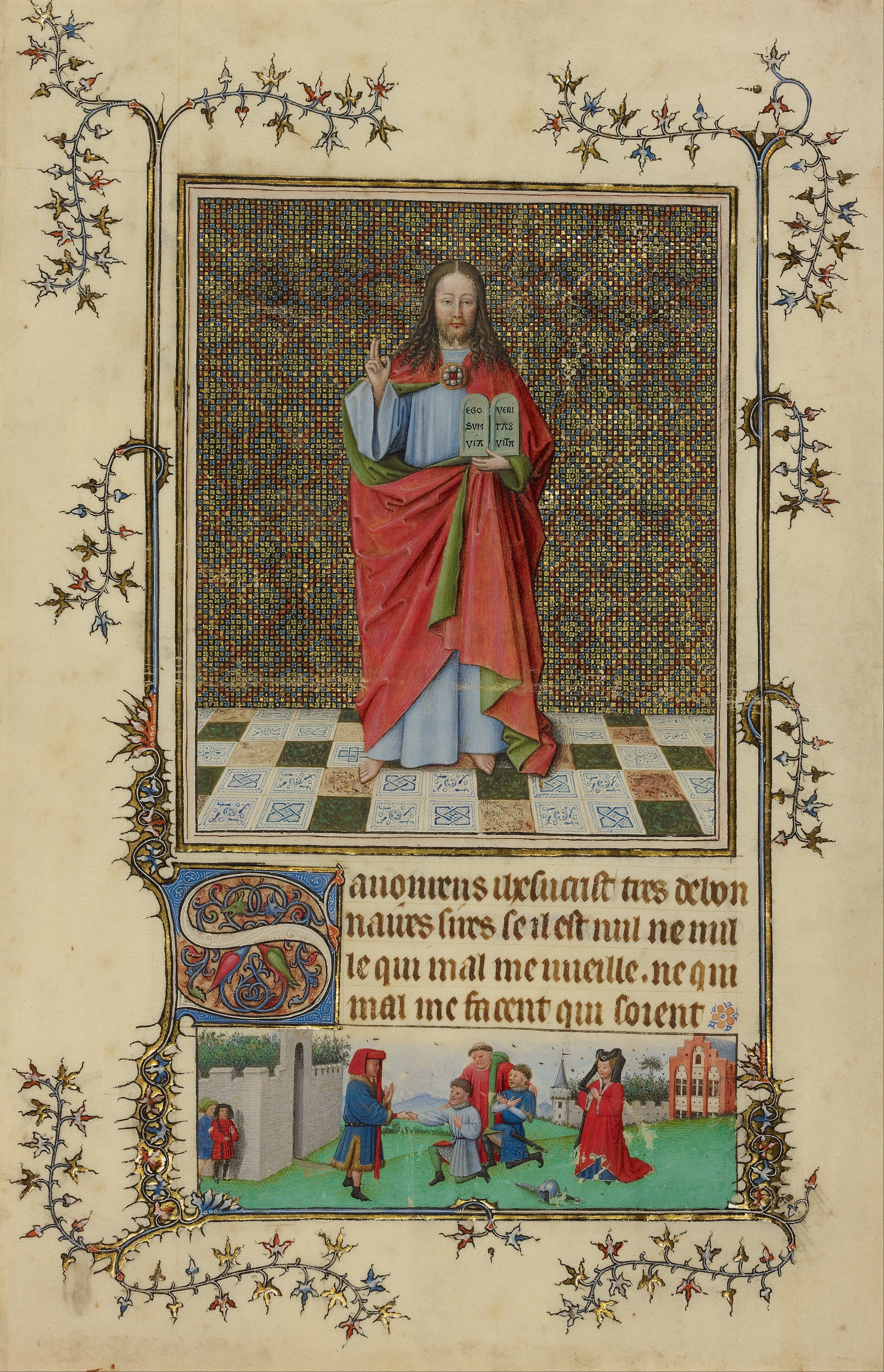
Zegenende Christus, J. Paul Getty Museum, Los Angeles

De Meester van de Berlijnse kruisiging was een paneelschilder en miniaturist die actief was in Brugge omstreeks 1440-1445. Zijn noodnaam verwijst naar een kruisiging die van zijn hand, of uit de omgeving van Jan van Eyck, zou zijn en nu bewaard wordt in de Gemäldegalerie van de Staatliche Museen in Berlijn (met inventarisnr. 525F). De Meester is voornamelijk bekend van een miniatuur in het Turijn-Milaan-Getijdenboek, die van zijn hand zou zijn en die geschilderd werd toen het handschrift definitief werd afgewerkt in Brugge tussen 1440 en 1445 op basis van Eyckiaanse modellen.
De miniatuur, die uit het handschrift werd verwijderd en nu bewaard wordt als Ms. 67 (2000.33) in het J. Paul Getty Museum in Los Angeles, is een afbeelding van Christus, staande voor een zeer fijn geometrisch raster met twee tafels in de linkerhand en de toeschouwer zegenend met de rechterhand. De tafels herinneren aan de stenen wettafels van Mozes uit het Oude Testament, maar hier dragen ze een tekst uit het Evangelie volgens Johannes (14:6): "Ego sum via [et] veritas [et] vita" (Ik ben de weg, de waarheid en het leven) als zinnebeeld van de nieuwe wet gebracht door Christus. Volgens James Marrow is de figuur van Christus gebaseerd op een prototype van Jan van Eyck, dat verloren is gegaan. Ook andere miniaturisten zouden van dit voorbeeld gebruik hebben gemaakt.
De stijl van de miniatuur doet denken aan ‘Hand J’ volgens de indeling van de miniaturisten die aan het Turijn-Milaan handschrift werkten, opgesteld door Georges Hulin de Loo. De figuur van Christus en de drapering van zijn kleding komt zeer goed overeen met een figuur die Jezus afbeeldt terwijl hij aan de apostelen het Onzevader leert op een miniatuur die door Hulin de Loo werd toegeschreven aan 'Hand J'. Anne van Buren wees die figuur toe aan de paneelschilder die de Eyckiaanse kruisiging schilderde in de Gemäldegalerie van de Staatliche Museen in Berlijn. Ze baseerde zich daarbij niet zozeer op de gelaatsaspecten maar in het bijzonder op de weergave en drapering van de kleding van Maria en Johannes onder het kruis en de onderwijzende Christus in het handschrift. Het is niet zeker of de twee miniaturen van de hand zijn van de meester van de Berlijnse kruisiging, maar de miniaturen en het schilderij zijn wel duidelijk gerelateerd en dat bevestigt de nauwe relatie tussen de miniaturisten en het atelier van Jan van Eyck.